# Pierre-François Tissot
Pour les articles homonymes, voir Tissot.
Pierre-François Tissot, né à Versailles le 10 mars 1768 et mort à Paris le 7 avril 1854, est un homme de lettres français.

## Biographie
Pierre-François Tissot naquit le 10 mars 1768 à Versailles et fut baptisé le lendemain. Il était le fils de Claude-François Tissot, un parfumeur originaire de Savoie, devenu fournisseur officiel de la Cour de France, et de son épouse, Marie-Rose Viel. 
Il fit ses études au collège de Montaigu et entra à l'âge de 18 ans chez un procureur du Châtelet afin d'y apprendre le droit. Il montra toutefois davantage de dispositions pour la littérature. Jeune homme élégant et de belle tournure, il était parfois invité aux fêtes de Trianon.
Bien que la Révolution française eût causé la ruine de sa famille, il en embrassa passionnément la cause. Chez son procureur, il avait fait la connaissance d'Alexandre Goujon, et les deux amis étaient rapidement devenus inséparables. Tissot épousa la sœur de Goujon, Sophie, le 5 mars 1793, et lorsque son beau-frère fut élu à la Convention nationale et envoyé en mission à l'armée de Rhin-et-Moselle, Tissot l'accompagna en qualité de secrétaire. Revenu à Paris, il fut nommé secrétaire général de la commission des subsistances.
Après l'insurrection du 1er prairial an III, il tenta en vain de sauver son beau-frère et ne put que lui fournir le couteau grâce auquel il échappa à la guillotine. Il prit soin de sa veuve et de ses enfants et vengea plus tard son souvenir dans un texte intitulé Souvenir de la journée du 1er prairial an III (1799). Poursuivi en 1795, il fut brièvement emprisonné.
Pour subvenir aux besoins de sa famille, il se fit ouvrier puis créa une fabrique de lanternes au faubourg Saint-Antoine. Après fructidor, il fut secrétaire-rédacteur au ministère de la police. En 1798, il fut nommé député de la Seine mais son élection fut annulée. Au 3 nivôse an IX (24 décembre 1800), son nom fut inscrit sur la liste des proscrits, mais Napoléon Bonaparte, qui avait apprécié la traduction qu'il avait donnée des Bucoliques de Virgile, l'en raya. En 1806, le comte Français de Nantes, directeur général des droits réunis, l'employa dans ses bureaux aux appointements de 6 000 francs par an.
Admirateur de Napoléon Ier, Tissot célébra en vers plusieurs de ses victoires et son mariage avec Marie-Louise d'Autriche. Depuis 1799, il s'occupait surtout de littérature, et plus particulièrement de littérature ancienne. Ses travaux furent remarqués par l'abbé Jacques Delille qui le prit comme suppléant dans sa chaire de poésie latine au Collège de France (1810) avant que Tissot ne lui succède (1813) : par cette nomination, l'Empereur entendait le récompenser pour le poème qu'il avait composé en l'honneur de la victoire de Lützen. Dans le même temps, il dirigea La Gazette de France.
Il perdit son poste en 1821 après la publication d'un Précis sur les guerres de la Révolution, ouvrage assez insipide mais dans lequel il écrivait que la Convention avait sauvé la France en vainquant la coalition. Privé de fonctions officielles, Tissot put attaquer à son aise le gouvernement de la Restauration. Il participa à la fondation du Constitutionnel et de la revue La Minerve et collabora au Pilote.
Il retrouva son poste au Collège de France après la Révolution de 1830 et fut élu à l'Académie française en 1833. En 1840, un accident de carrosse lui coûta quasiment la vue. Il dut prendre un assistant et passa les dernières années de sa vie dans des souffrances grandissantes, qui n'affectèrent ni sa gaieté ni sa bonté. Il mourut le 7 avril 1854 à Paris, en son domicile situé dans le 11e arrondissement.

## Œuvres
L'œuvre de Tissot, qui avait beaucoup de facilité, est abondante, mais sa réputation était déjà déclinante avant même la mort de l'auteur. Elle est aujourd'hui oubliée. Ses ouvrages, bien écrits mais superficiels, n'ont pas résisté au temps. On peut mentionner des Mémoires historiques et militaires sur Carnot, basés sur les papiers originaux de l'« Organisateur de la victoire », et ses ouvrages historiques sur la Révolution française et sur Napoléon Ier, remplis d'inexactitudes et d'omissions, mais dans lesquels il s'appuie sur ses propres souvenirs, leur conférant, par endroits, le caractère d'authentiques mémoires qui en fait l'unique valeur aujourd'hui.
- Souvenir de la journée du 1er prairial an III, 1799
- Bucoliques de Virgile, traduites en vers, 1800
- Les Trois Conjurés irlandais, ou l'Ombre d'Emmet, 1804
- Chant dithyrambique sur la naissance du Roi de Rome, 1811.
- Trophées des armées françaises depuis 1792 jusqu'en 1815, 6 vol., 1819 et s.
- De la Poésie latine, 1821
- Mémoires historiques et militaires sur Carnot, 1824
- Études sur Virgile, comparé avec tous les poètes épiques et dramatiques des anciens et des modernes, 4 vol., 1825-1830
- Poésies érotiques, avec la traduction des Baisers de Jean Second, 2 vol., 1826
- Souvenirs historiques sur Talma, 1826
- Discours du général Foy, 1826
- Histoire de la guerre de la Péninsule, 1827
- Histoire complète de la Révolution française, 6 vol., 1833-1836
- Histoire de Napoléon, 2 vol., 1833
- Leçons et modèles de littérature française, en prose et en vers, 2 vol., 1835-1836
- Histoire de France, 1837
- Précis d'Histoire universelle, 1841